# Lituânia nos Jogos Olímpicos de Verão de 2008
A Lituânia participou dos Jogos Olímpicos de Verão de 2008, em Pequim, na China. O país estreou nos Jogos em 1924 e esta foi sua 7ª apresentação.

## Medalhas
| Atleta                 | Esporte          | Evento                            | Medalha |
| ---------------------- | ---------------- | --------------------------------- | ------- |
| Gintarė Volungevičiūtė | Vela             | Laser Radial feminino             | Prata   |
| Edvinas Krungolcas     | Pentatlo moderno | Masculino                         | Prata   |
| Mindaugas Mizgaitis    | Lutas            | Greco-romana até 120 kg masculino | Bronze  |
| Virgilijus Alekna      | Atletismo        | Arremesso de disco masculino      | Bronze  |
| Andrejus Zadneprovskis | Pentatlo moderno | Masculino                         | Bronze  |

## Desempenho

### Atletismo
| Atleta               | Prova                           | Elims.    | Elims. | Quartas     | Quartas     | Semifinal   | Semifinal   | Final       | Final             |
| Atleta               | Prova                           | Res.      | Pos.   | Res.        | Pos.        | Res.        | Pos.        | Res.        | Pos.              |
| -------------------- | ------------------------------- | --------- | ------ | ----------- | ----------- | ----------- | ----------- | ----------- | ----------------- |
| Lina Grinčikaitė     | 100 m feminino                  | 11.43 Q   | 3      | 11.33 Q     | 2           | 11.50       | 6           | Não avançou | Não avançou       |
| Eglė Balčiūnaitė     | 800 m feminino                  | 2:00.15 Q | 4      | 2:02.59     | 7           | Não avançou | Não avançou | Não avançou | Não avançou       |
| Vitalij Kozlov       | 800 m masculino                 | 1:48.96   | 6      | Não avançou | Não avançou | Não avançou | Não avançou | Não avançou | Não avançou       |
| Rasa Troup           | 3000 m com obstáculos feminino  | 9:30.21   | 8      | Não avançou | Não avançou | Não avançou | Não avançou | Não avançou | Não avançou       |
| Sonata Milušauskaitė | 20 km marcha atlética feminina  |           |        |             |             |             |             | 1:30:26     | 15                |
| Kristina Saltanovič  | 20 km marcha atlética feminina  |           |        |             |             |             |             | 1:31:03     | 18                |
| Marius Žiūkas        | 20 km marcha atlética masculina |           |        |             |             |             |             | 1:25.36     | 35                |
| Darius Škarnulis     | 50 km marcha atlética masculina |           |        |             |             |             |             | DSQ         | DSQ               |
| Tadas Šuškevičius    | 50 km marcha atlética masculina |           |        |             |             |             |             | 4:02:45     | 32                |
| Donatas Škarnulis    | 50 km marcha atlética masculina |           |        |             |             |             |             | DNF         | DNF               |
| Živilė Balčiūnaitė   | Maratona feminina               |           |        |             |             |             |             | 2:29.33     | 12                |
| Rasa Drazdauskaitė   | Maratona feminina               |           |        |             |             |             |             | 2:35.09     | 37                |
| Virgilijus Alekna    | Arremesso de disco masculino    | 65.84m    | 2      |             |             |             |             | 67.79       | Medalha de bronze |
| Zinaida Sendriūtė    | Arremesso de disco feminino     | 54.81m    | 33     |             |             |             |             | Não avançou | Não avançou       |
| Inga Stasiulionytė   | Lançamento de dardo feminino    | 55.66m    | 32     |             |             |             |             | Não avançou | Não avançou       |
| Karina Vnukova       | Salto em altura feminino        | 1.85m     | 23     |             |             |             |             | Não avançou | Não avançou       |
| Austra Skujytė       | Heptatlo feminino               |           |        |             |             |             |             | DNF         | DNF               |
| Viktorija Žemaitytė  | Heptatlo feminino               |           |        |             |             |             |             | DNF         | DNF               |

### Badminton
| Atleta              | Prova             | Fase de 64                            | Fase de 32                         | Fase de 16                        | Quartas                | Semifinais             | Final                  |
| Atleta              | Prova             | Adversário e resultado                | Adversário e resultado             | Adversário e resultado            | Adversário e resultado | Adversário e resultado | Adversário e resultado |
| ------------------- | ----------------- | ------------------------------------- | ---------------------------------- | --------------------------------- | ---------------------- | ---------------------- | ---------------------- |
| Kęstutis Navickas   | Simples masculino | ESP P. Abian V 2-1 (23-21,12-21,21-9) | RUS S. Pukhov V 2-0 (21-12,21-17)  | MAS Chong W. L. D 0-2 (5-21,7-21) | Não avançou            | Não avançou            | Não avançou            |
| Akvilė Stapušaitytė | Simples feminino  |                                       | DEN T. Rasmussen D 0-2 (6-21,8-21) | Não avançou                       | Não avançou            | Não avançou            | Não avançou            |

### Basquetebol
Masculino
| Equipe | Fase de grupos                                                                                      | Fase de grupos | Quartas de final       | Semifinal              | Final                  | Pos. |
| Equipe | Adversário e resultado                                                                              | Pos.           | Adversário e resultado | Adversário e resultado | Adversário e resultado | Pos. |
| --- | --------------------------------------------------------------------------------------------------- | -------------- | ---------------------- | ---------------------- | ---------------------- | ---- |
| Rimantas Kaukėnas Mindaugas Lukauskis Jonas Mačiulis Darjuš Lavrinovič Ramūnas Šiškauskas Marius Prekevičius Simas Jasaitis Linas Kleiza Kšyštof Lavrinovič Šarūnas Jasikevičius Marijonas Petravičius Robertas Javtokas | ARG Argentina V 79-75 IRI Irã V 99-67 RUS Rússia V 86-79 CRO Croácia V 86-79 AUS Austrália D 75-106 | 1º (gr. A)     | CHN China V 94-68      | ESP Espanha D 86-91    | ARG Argentina D 75-87  | 4º   |

### Boxe
| Atleta                | Prova                   | Fase de 32               | Fase de 16              | Quartas                | Semifinais             | Final                  |
| Atleta                | Prova                   | Adversário e resultado   | Adversário e resultado  | Adversário e resultado | Adversário e resultado | Adversário e resultado |
| --------------------- | ----------------------- | ------------------------ | ----------------------- | ---------------------- | ---------------------- | ---------------------- |
| Egidijus Kavaliauskas | Peso meio-médio-ligeiro | FRA A. Vastine D 2-13    | Não avançou             | Não avançou            | Não avançou            | Não avançou            |
| Daugirdas Semiotas    | Peso meio-pesado        | KAZ Y. Shynaliyev D 3-11 | Não avançou             | Não avançou            | Não avançou            | Não avançou            |
| Jaroslavas Jakšto     | Peso superpesado        |                          | NGR O. Ohwarieme V 11-1 | GBR D. Price D RSC     | Não avançou            | Não avançou            |

### Canoagem de velocidade
| Atletas                            | Prova               | Elims.   | Elims. | Semifinais | Semifinais | Final       | Final |
| Atletas                            | Prova               | Tempo    | Pos.   | Tempo      | Pos.       | Tempo       | Pos.  |
| ---------------------------------- | ------------------- | -------- | ------ | ---------- | ---------- | ----------- | ----- |
| Tomas Gadeikis Raimundas Labuckas  | C-2 500 m masculino | 1:42.803 | 4 QS   | 1:43.299   | 4          | Não avançou | 10    |
| Egidijus Balčiūnas Alvydas Duonėla | K-2 500 m masculino | 1:31.232 | 5 QS   | 1:32.887   | 5          | Não avançou | 12    |

### Ciclismo de estrada
| Atleta                 | Prova                             | Tempo              | Pos. |
| ---------------------- | --------------------------------- | ------------------ | ---- |
| Dainius Kairelis       | Corrida em estrada masculina      | 6h 39' 42 (+15:53) | 73º  |
| Ignatas Konovalovas    | Corrida em estrada masculina      | 6h 26' 17 (+2:28)  | 28º  |
| Edita Pučinskaitė      | Corrida em estrada feminina       | 3h 32' 45 (+0:21)  | 9º   |
| Jolanta Polikevičiūtė  | Corrida em estrada feminina       | 3h 32' 45 (+0:21)  | 12º  |
| Modesta Vžesniauskaitė | Corrida em estrada feminina       | 3h 33' 17 (+0:53)  | 27º  |
| Edita Pučinskaitė      | Estrada contra o relógio feminino | 38:55.37           | 23º  |

### Ciclismo de pista
Velocidade
| Atleta             | Prova    | Tomada de tempo       | Tomada de tempo | Oitavas de final                    | Oitavas de final (Repescagem)                                | Quartas                                | Semifinais             | Finais (5º-12º lugar)  | Finais (5º-12º lugar) |
| Atleta             | Prova    | Tempo Velocidade      | Pos.            | Adversário e resultado              | Adversário e resultado                                       | Adversário e resultado                 | Adversário e resultado | Adversário e resultado | Pos.                  |
| ------------------ | -------- | --------------------- | --------------- | ----------------------------------- | ------------------------------------------------------------ | -------------------------------------- | ---------------------- | ---------------------- | --------------------- |
| Simona Krupeckaitė | Feminino | 11.222s (64.159 km/h) | 5 Q             | USA J. Reed 11.955s (60.255 km/h) L | RUS S. Grankovskaja NED Y. Hijgenaar 12.123s (59.391 km/h) Q | GBR V. Pendelton 11.672s (61.686 km/h) | Não avançou            | Não avançou            | 8                     |

Perseguição
| Atleta               | Prova               | Tomada de tempo | Tomada de tempo | 1ª fase                | 1ª fase     | Finais                 | Finais |
| Atleta               | Prova               | Tempo           | Pos.            | Adversário e resultado | Pos.        | Adversário e resultado | Pos.   |
| -------------------- | ------------------- | --------------- | --------------- | ---------------------- | ----------- | ---------------------- | ------ |
| Svetlana Pauliukaitė | Individual feminino | 3:45.691        | 12              | Não avançou            | Não avançou | Não avançou            | 12     |
| Vilija Sereikaitė    | Individual feminino | 3:36.063        | 6               | 3:36.808               | 2           | Não avançou            | 6      |

Por pontos
| Atleta               | Prova    | Pontos | Pos. |
| -------------------- | -------- | ------ | ---- |
| Svetlana Pauliukaitė | Feminino | 2pts   | 12   |

### Ginástica artística
Feminino
| Atleta            | Prova    | Aparelho | Aparelho  | Aparelho | Aparelho | Qual.  | Qual. | Final       | Final |
| Atleta            | Prova    | Salto    | B. assim. | Trave    | Solo     | Total  | Pos.  | Total       | Pos.  |
| ----------------- | -------- | -------- | --------- | -------- | -------- | ------ | ----- | ----------- | ----- |
| Jelena Zanevskaya | Feminino | 13.875   | 13.350    | 13.375   | 13.350   | 53.950 | 54    | Não avançou | 54    |

### Halterofilismo
Masculino
| Atleta              | Prova  | Arranque | Arranque | Arremesso | Arremesso | Total | Pos. |
| Atleta              | Prova  | Res.     | Pos.     | Res.      | Pos.      | Total | Pos. |
| ------------------- | ------ | -------- | -------- | --------- | --------- | ----- | ---- |
| Ramūnas Vyšniauskas | 105 kg | 180 kg   | 10       | DNF       | DNF       | DNF   | DNF  |

### Judô
Masculino
| Atleta        | Categ. | Preliminar             | Fase de 32                 | Fase de 16             | Quartas                | Semifinais             | Repescagem 1ª fase     | Repescagem Quartas     | Repescagem Semifinais  | Final                  |
| Atleta        | Categ. | Adversário e resultado | Adversário e resultado     | Adversário e resultado | Adversário e resultado | Adversário e resultado | Adversário e resultado | Adversário e resultado | Adversário e resultado | Adversário e resultado |
| ------------- | ------ | ---------------------- | -------------------------- | ---------------------- | ---------------------- | ---------------------- | ---------------------- | ---------------------- | ---------------------- | ---------------------- |
| Albert Techov | 60 kg  |                        | VEN J. Sanchez D 0000-1000 | Não avançou            | Não avançou            | Não avançou            | Não avançou            | Não avançou            | Não avançou            | Não avançou            |

### Lutas
Greco-Romana
| Atleta                   | Categ. | Qual.                  | Oitavas de Final       | Quartas de Final       | Semifinais             | Repescagem 1ª fase     | Repescagem 2ª fase     | Disputa do Bronze        | Final                  | Pos.              |
| Atleta                   | Categ. | Adversário e resultado | Adversário e resultado | Adversário e resultado | Adversário e resultado | Adversário e resultado | Adversário e resultado | Adversário e resultado   | Adversário e resultado | Pos.              |
| ------------------------ | ------ | ---------------------- | ---------------------- | ---------------------- | ---------------------- | ---------------------- | ---------------------- | ------------------------ | ---------------------- | ----------------- |
| Aleksandras Kazakevičius | 66 kg  | BLR M. Siamionau D 2-2 | Não avançou            | Não avançou            | Não avançou            | Não avançou            | Não avançou            | Não avançou              | Não avançou            | 15                |
| Valdemaras Venckaitis    | 74 kg  |                        | PER S. Barrera D 3-4   | Não avançou            | Não avançou            | Não avançou            | Não avançou            | Não avançou              | Não avançou            | 14                |
| Mindaugas Ežerskis       | 96 kg  | IRI G. Rezaei V "4":3  | RUS A. Khushtov D 0-9  | Não avançou            | Não avançou            | Não avançou            | KAZ A. Mambetov D 4-5  | Não avançou              | Não avançou            | 7                 |
| Mindaugas Mizgaitis      | 120 kg |                        | TUR R. Kayaalp V 4-2   | RUS K. Baroev D 1-5    | Não avançou            |                        | IRI M. H. Zadeh V 4-3  | FRA Y. Szczepaniak V 4-2 |                        | Medalha de bronze |

### Natação
| Atleta                | Prova                     | Elims.  | Elims. | Semifinal   | Semifinal   | Final       | Final |
| Atleta                | Prova                     | Tempo   | Pos.   | Tempo       | Pos.        | Tempo       | Pos.  |
| --------------------- | ------------------------- | ------- | ------ | ----------- | ----------- | ----------- | ----- |
| Rolandas Gimbutis     | 50 m livre masculino      | 24.36   | 8      | Não avançou | Não avançou | Não avançou | 58    |
| Paulius Viktoravičius | 100 m livre masculino     | 49.27   | 2      | Não avançou | Não avançou | Não avançou | 28    |
| Saulius Binevičius    | 200 m livre masculino     | 1:51.80 | 7      | Não avançou | Não avançou | Não avançou | 47    |
| Vytautas Janušaitis   | 100 m costas masculino    | 55.65   | 8      | Não avançou | Não avançou | Não avançou | 32    |
| Giedrius Titenis      | 100 m peito masculino     | 1:00.11 | 2 Q    | 1:00.66     | 7           | Não avançou | 12    |
| Edvinas Dautartas     | 200 m peito masculino     | 2:13.11 | 1      | Não avançou | Não avançou | Não avançou | 31    |
| Rimvydas Šalčius      | 100 m borboleta masculino | 52.90   | 1      | Não avançou | Não avançou | Não avançou | 34    |
| Vytautas Janušaitis   | 200 m medley masculino    | 1:59.63 | 4 Q    | 2:00.76     | 8           | Não avançou | 15    |
| Rugilė Mileišytė      | 50 m livre feminino       | 26.19   | 1      | Não avançou | Não avançou | Não avançou | 39    |
| Raminta Dvariškytė    | 200 m peito feminino      | 2:33.32 | 1      | Não avançou | Não avançou | Não avançou | 35    |

### Pentatlo moderno
| Atleta                 | Prova     | Tiro | Esgrima | Natação | Hipismo | Corrida | Total de Pontos | Pos.              |
| ---------------------- | --------- | ---- | ------- | ------- | ------- | ------- | --------------- | ----------------- |
| Edvinas Krungolcas     | Masculino | 1156 | 544     | 1272    | 1144    | 1072    | 5548            | Medalha de prata  |
| Andrejus Zadneprovskis | Masculino | 1120 | 520     | 1336    | 1168    | 1140    | 5524            | Medalha de bronze |
| Laura Asadauskaitė     | Feminino  | 1036 | 808     | 1236    | 1088    | 1268    | 5436            | 13                |
| Donata Rimšaitė        | Feminino  | 1036 | 688     | 1220    | 1200    | 1248    | 5392            | 15                |

### Remo
| Atleta              | Prova                   | Elims.    | Elims. | Quartas   | Quartas | Semifinais   | Semifinais | Final       | Final | Final Total |
| Atleta              | Prova                   | Tempo     | Pos.   | Tempo     | Pos.    | Tempo        | Pos.       | Tempo       | Pos.  |             |
| ------------------- | ----------------------- | --------- | ------ | --------- | ------- | ------------ | ---------- | ----------- | ----- | ----------- |
| Mindaugas Griškonis | Skiff simples masculino | 7:28.05 Q | 2      | 6:54.47 Q | 2       | 7:20.32 Q FB | 6          | FB 7:09.323 | 2     | 7           |

### Tênis de mesa
Feminino
| Atleta            | Prova               | Preliminar             | 1ª fase                | 2ª fase                | 3ª fase                | 4ª fase                | Quartas                | Semifinais             | Final                  |
| Atleta            | Prova               | Adversário e resultado | Adversário e resultado | Adversário e resultado | Adversário e resultado | Adversário e resultado | Adversário e resultado | Adversário e resultado | Adversário e resultado |
| ----------------- | ------------------- | ---------------------- | ---------------------- | ---------------------- | ---------------------- | ---------------------- | ---------------------- | ---------------------- | ---------------------- |
| Rūta Paškauskienė | Individual feminino | BRA M. Nonaka V 4-0    | PRK Yong K. M. V 4-3   | HUN K. Tóth D 3-4      | Não avançou            | Não avançou            | Não avançou            | Não avançou            | Não avançou            |

### Tiro
| Atleta               | Prova                   | Qual. | Qual. | Final | Final | Pos. |
| Atleta               | Prova                   | Res.  | Pos.  | Res.  | Pos.  | Pos. |
| -------------------- | ----------------------- | ----- | ----- | ----- | ----- | ---- |
| Daina Gudzinevičiūtė | Fossa olímpica feminino | 69    | 5     | 86    | 5     | 5    |

### Vela
| Atleta                 | Classe                | Regata | Regata | Regata | Regata | Regata | Regata | Regata | Regata | Regata | Regata | Final | Pts. | Pos.             |
| Atleta                 | Classe                | 1      | 2      | 3      | 4      | 5      | 6      | 7      | 8      | 9      | 10     | Final | Pts. | Pos.             |
| ---------------------- | --------------------- | ------ | ------ | ------ | ------ | ------ | ------ | ------ | ------ | ------ | ------ | ----- | ---- | ---------------- |
| Gintarė Volungevičiūtė | Laser Radial feminino | 3      | 13     | 8      | 1      | 1      | 4      | 21     | 6      | 4      | CAN    | 1     | 42   | Medalha de prata |